# Matsushita National JR 100
Matsushita National JR 100 (National JR 100) је кућни рачунар фирме Matsushita који је почео да се производи у Јапану током 1981. године.
Користио је MN 1800A (6802 компатибилну) микропроцесорску јединицу а РАМ меморија рачунара је имала капацитет од 16 KB (до 32 KB). 

## Детаљни подаци
Детаљнији подаци о рачунару National JR 100 су дати у табели испод.
|                       | |
| [ 1 ]                 | |
| Произвођач            | |
| Тип                   | кућни рачунар |
| Меморија              | 16 (до 32 ) |
| Поријекло             | Јапан |
| Година                | 1981 |
| Тастатура             | гумена тастатура слабе квалитете                                                                                                |
| Процесор              | |
| Фреквенција процесора | 890 |
| RAM                   | 16 (до 32 ) |
| ROM                   | 8 |
| Текст                 | 32 знакова x 24 линије |
| Графика               | 64 знака са 6 x 7 матрицом сваки, 64 полу-графичких знакова са 8 x 8 матрицом, 32 кориснички дефинисана знака са 8 x 8 матрицом |
| Боја                  | једна боја |
| Звук                  | мали звучник |
| Димензије             | непознато |
| Портови               | |
| Оперативни систем     | |